# Nirukta
Nirukta (‘no evidente’ en sánscrito) es una de las seis disciplinas Vedanga del hinduismo. Trata acerca de etimología, en particular de palabras oscuras, especialmente las que aparecen en el Rig-veda (el texto más antiguo de la India, de mediados del II milenio a. C.).

## Etimología
- nirukta, en el sistema AITS (alfabeto internacional para la transliteración del sánscrito).
- निरुक्त, en escritura devanagari del sánscrito.
- Pronunciación: /nirúkta/.[2]
- [n̪irukt̪ə], según la pronunciación del Alfabeto Fonético Internacional.
- Etimología: ‘explicación’, o ‘interpretación etimológica’,[2] literalmente ‘no declarado’ o ‘no evidente’,[4] siendo nir: partícula negativa, y ukta: ‘dicho, hablado’. La palabra sánscrita ukta está relacionada con vach (‘palabra’),[2] y esta proviene de un antiquísimo uak o uach (en idioma indoeuropeo), que en su rama europea también produjo el inglés word.[2]
- Significado:[2]
  - pronunciado, deletreado, expresado, explicado, definido; según varios textos Bráhmana, varias Upanishad y el Majábharata.
  - declarado; según el Majábharata.
  - mencionado explícitamente; según el Asualaiana-grijia-sutra.
  - un verso, etc., que contiene el nombre de un dios; según el Shankhaiana-bráhmana.
  - distinto, fuerte (opuesto a upāṃśu); según el Shatápatha-bráhmana.
  - interpretado, es decir, manifestado, cumplido, llevado a cabo (como una palabra, etc.); según el Majábharata (9, 1316).
  - explicación o interpretación etimológica de una palabra; según la Chandoguia-upanishad (8, 3, 3), y el Majábharata (1 266).
  - nombre de varias obras, especialmente de un comentario a los nighaṇṭus escrito por Iaská.

## Nirukta como disciplina etimológica
La disciplina se atribuye tradicionalmente a Iaská (siglo IV a. C.), un antiguo gramático sánscrito. La relación de Iaská con la disciplina es tan grande que él recibe el nombre de Niruktakāra o Niruktakrit (‘hacedor del Nirukta’), así como Niruktavat (‘el que tiene el Nirukta’, su autor).
En el uso práctico, el nirukta consiste en reglas (escritas en forma de sutras breves) con el significado de palabras derivadas, complementadas con glosarios de términos del Rig-veda difíciles o raros.

## El libro «Nirukta»
También se llama Nirukta o Iaská-nirukta al célebre comentario de Iaská acerca del Nighantu, glosario aún más antiguo, que en tiempos de Iaská ya era tradicional.
Según el Majábharata (libro «Moksha-dharma», capítulo 342, slokas 86 y 87) el creador del Nighantu fue el mítico sabio Kashiapa.
El Iaská-nirukta contiene un tratado sobre etimología, y se ocupa de varios intentos de interpretar las muchas palabras difíciles en el Rig-veda (cuyo sánscrito védico ―de casi un milenio de antigüedad― ya era un poco obsoleto en la época del sánscrito clásico de Iaská y Panini). Está escrito como lista de explicaciones de palabras, y es la base para posteriores léxicos y diccionarios.
Tradicionalmente el Nighantu viene combinado con la Nirukta, como un texto unificado.
En los años veinte, Lakshman Sarup publicó una edición crítica del Nighantu y el Nirukta.

## El uso en la retórica
La palabra sánscrita nirukta está relacionada con niruktiḥ, que significa ‘derivación’, o en retórica, una "explicación artificial de una palabra."
El florecimiento de las habilidades retóricas en el arte del nirukta se consideraba como una marca de autoridad comentatoria. Como resultado, muchos comentarios en sánscrito son elaboradas variaciones sobre las posibles derivaciones de palabras, que a veces llegan muy lejos de los significados obvios para generar significados ocultos. La naturaleza de la gramática sánscrita, con sus muchas contracciones, dio lugar a amplias oportunidades para ofrecer diversas alternativas de palabras, creando así toda clase de derivaciones fantasiosas.
Muchos ejemplos del uso retórico del nirukta se pueden ver en los comentarios de Bháskara Raia. Aquí hay un ejemplo de los primeros versículos de su comentario acerca del Ganesha-sajasra-nama (los mil nombres de Ganesha).
El versículo de apertura incluye Gana Natha como nombre de Ganesha. El significado de este nombre, que es evidente para sus lectores sánscritos, es ‘señor de los ganas" (‘seguidores, soldados, devotos’), como gana (‘grupo’) + natha (‘señor, amo, protector’). Pero Bhaskara Raia demuestra su habilidad en nirukta analizando de una manera inesperada mediante el compuesto baju-vriji gaṇana + atha, que significa ‘aquel de quien la enumeración (gaṇanaṁ) de cualidades trae buenos augurios’. La palabra atha se asocia con ‘buen augurio’ (mangalam).
Estos florilegios retóricos en la apertura del sajasra-nama demuestra las habilidades de Bhaskaraia en nirukta en el comienzo mismo de su comentario sobre el millar de nombres del dios Ganesha, incluyendo un giro inteligente apropiado para el contexto de un sajasra-nama.